# Sérgio Dias
Sérgio Dias är en brasiliansk musiker. Han bildade Os Mutantes med Rita Lee och hans bror Arnaldo Baptista 1966. Han är för närvarande den enda av originalmedlemmarna som fortfarande är aktiv i gruppen.

## Diskografi

### Med Os Mutantes
- 1968 – Os Mutantes
- 1969 – Mutantes
- 1970 – A Divina Comédia ou Ando Meio Desligado
- 1971 – Jardim Elétrico
- 1972 – Mutantes e Seus Cometas no País do Baurets
- 1974 – Tudo Foi Feito Pelo Sol
- 1992 – O A e o Z
- 2000 – Tecnicolor
- 2009 – Haih...Ou Amortecedor...

### Solo
- 1980 – Sérgio Dias
- 1990 – Mato Grosso (med Phil Manzanera)
- 1991 – Mind Over Matter
- 1997 – Song of the Leopard
- 2000 – Estação da Luz
- 2003 – Jazz Mania Live